# ETrice
eTrice ist ein CASE-Tool um Echtzeit-Software zu entwickeln.
Das Werkzeug ist ein Open Source Produkt und offizielles Eclipse Projekt, das in erster Linie von der Protos Software GmbH aus München entwickelt wird. Es basiert auf Real-Time Object-Oriented Modeling (ROOM). eTrice generiert C, C++ oder Java Code auf Basis der erstellten Modelle. Zur Unterstützung werden Installationshinweise und Tutorials zur Verfügung gestellt sowie ein Training angeboten.
Eine weitere Umsetzung von ROOM ObjecTime Developer wurde nach dem Verkauf der Firma ObjecTime in der ursprünglichen Form nicht mehr weitergeführt. IBM stellt nach wie vor die alte Dokumentation im Netz zur Verfügung.